# ピエトラズルナ
ピエトラズルナ （Pietraserena）は、フランス、コルス地方公共団体、オート＝コルス県のコミューン。コルシカ語での名称はア・ベードラゼレーナ（A Petra Serena）である。

## 地理
タヴィニャーノ川谷右岸に広がるロニャ・イン・カ地方（fr）に属する。タヴィニャーノ川の北、わずか数kmのところにあり、その支流であるコルシリエーズ川が南で合流する。

## 人口統計
| 1962年 | 1968年 | 1975年 | 1982年 | 1990年 | 1999年 | 2006年 | 2011年 |
| ------ | ------ | ------ | ------ | ------ | ------ | ------ | ------ |
| 156    | 138    | 134    | 131    | 92     | 80     | 76     | 72     |

参照元:1999年までEHESS、2004年以降INSEE